# Ливенский уезд (Воронежское наместничество)
Ливенский уезд — административно-территориальная единица в составе Воронежского наместничества и Слободско-Украинской губернии, существовавшая в 1779—1802 годах. Уездный город — Ливенск.

## История
Уезд образован в 1779 году в составе Воронежского наместничества. В 1796 году уезд передан в состав Слободско-Украинской губернии. В 1802 году его территория была возвращена в состав Воронежской губернии, а уезд был упразднён, с переименованием уездного города в заштатный город Бирюченского уезда.